# Верушув
Верушув (пол. Wieruszów) — город в Польше, входит в Лодзинское воеводство, Верушувский повят. Имеет статус городско-сельской гмины. Занимает площадь 5,98 км². Население — 8849 человек (на 2004 год).